# Bendt Wedell (1840-1922)
 Der er flere personer med dette navn, se Bendt Wedell (født 1975).
Vilhelm Carl Casper Joachim Ove Bendt lensgreve Wedell(-Wedellsborg) (6. oktober 1840 på Billeskov – 7. oktober 1922 på Wedellsborg) var en dansk godsejer.
Bendt Wedell var søn af baron og kammerjunker, senere lensgreve og kammerherre Julius Wilhelm Georg Ferdinand Wedell (1807-1883) og Christiane født Buchwaldt (1814-1899). Han blev student 1862 fra Haderslev Latinskole og lærte derefter landbrug på Hillerødsholm. 1867-96 var han ejer af Borupgård ved Horsens og fra 1883 til lensafløsningen (effektueret 1926) besidder af grevskabet Wedellsborg. Wedell demonstrerede allerede på Borupgård sine evner som landmand, og i samarbejde med sin forvalter S.P. Petersen, der senere blev forpagter og derefter ejer af gården, oparbejdede han her fra ca. 1870 en god stambesætning af jysk malkekvæg, som opnåede høje præmier ved dyrskuerne. Som lensgreve stod han personligt og med dygtighed i spidsen for grevskabets omfattende besiddelser (seks hovedgårde og syv avlsgårde). Som godsejer var Wedell kendetegnet ved humanitet og hjælpsomhed. Han ønskede at give forpagtere og fæstere støtte til forbedringer af ejendommene og driften. Han havde også blik for sit lens samfundsmæssige betydning og lod derfor gerne landøkonomiske forsøg finde sted på sine godser.
Wedell stillede primært sin ekspertise til rådighed for landbrugsfaglige organer. Han var medlem af Det Kongelige Danske Landhusholdningsselskabs præsidium 1894-1911 og var en besindig skikkelse, som dannede en god modvægt til Knud Sehesteds markante personlighed. Wedell var også bestyrelsesmedlem i Dansk Skovforening og medlem af Landmandsbankens bankråd. Flere gange repræsenterede han dansk landbrug ved landbrugsmøder i udlandet, og han var formand for den danske landbrugsafdeling ved verdensudstillingen i Paris 1900.
Wedell var formand for Husby Sogneråd og medlem af Skanderborg Amtsråd 1874-84 og af Odense Amtsråd 1886-1916. Bendt Wedell blev hofjægermester 1884, kammerherre 1888, Ridder af Dannebrog 1886, Dannebrogsmand 1898, Kommandør af 2. grad 1900, af 1. grad 1905 og modtog Storkorset 1908.
Wedell blev gift 14. september 1869 i Hunseby Kirke med komtesse Maria Elisabeth Knuth (7. marts 1849 i København – 18. august 1894 på Wedellsborg), datter af lensgreve Frederik Marcus Knuth og hustru
Han er begravet på Husby Kirkegård.
Der findes er portrætmaleri af Herman Siegumfeldt fra 1869 (Wedellsborg), og Wedell er ligeledes portrætteret på Otto Baches maleri Slutning af parforcejagten (Frijsenborg). Tegning af Henrik Olrik 1885. Fotografi af Carl Brandt.